# 孔绍
孔绍（？—？），孔子九代孙孔鲋后裔，代次不详，封宋侯，晋朝的二王三恪。
西晋泰始元年（265年），晋武帝下诏赐予山阳公刘康的一个子弟以关内侯的爵位，赐予卫公姬署和宋侯孔绍的一个儿子驸马都尉的官位。